# Eleição municipal de Barueri em 2004
A eleição municipal de Barueri em 2004, ocorreu no dia 4 de outubro de 2004, para eleger um prefeito, um vice-prefeito e 13 vereadores no município de Barueri, no Estado de São Paulo, Brasil. O prefeito eleito foi Rubens Furlan, do PPS, com 78,67% dos votos válidos, logo no primeiro turno (haja vista que na cidade, não a, segundo turno). Houve outros três candidatos: Nilton Melão, do PV; Dra. Ivone, do PSDC e Baltasar Rosa, do PT. O vice-prefeito eleito na chapa de Rubens Furlan foi Dr.Jaques, do PPS. Para as 13 vagas na Câmara Municipal de Barueri, 236 candidatos concorreram. O mais votado foi Toninho Furlan, do PPS com 4.726 votos, 3,35% dos votos válidos.

## Antecedentes
Na eleição municipal de 2000, Gil Arantes, do PFL, foi reeleito com 102.469 votos válidos, equivalente a 90,24% dos votos. Ele venceu Marcelo Barbara,do PV e Milton Prates, do PRTB. Gil Arantes já tinha sido eleito prefeito de Barueri em 1996.

## Eleitorado
| Total de Eleitores | 173.897 |
| Votos Apurados     | 149.650 |
| Abstenções         | 24.247  |

| Votos Válidos | 141.203 |
| Votos Brancos | 4.838   |
| Votos Nulos   | 3.609   |

## Candidatos
|  | Nº | Candidato(a) a prefeito | Candidato(a) a prefeito                   | Candidato(a) a vice-prefeito | Candidato(a) a vice-prefeito                 | Coligação |
|  | -- | ----------------------- | ----------------------------------------- | ---------------------------- | -------------------------------------------- | --- |
|  | 13 |                         | Baltasar Rosa (PT) Baltasar Rosa da Silva |                              | Ronaldo Araújo (PT) Ronaldo Ferraz de Araújo | Sem coligação - Partido dos Trabalhadores (PT) |
|  | 23 |                         | Rubens Furlan (PPS) Rubens Furlan         |                              | Dr. Jaques (PPS) Jaques Artur Munhoz         | Barueri Cada Vez Melhor - Partido Popular Socialista (PPS) - Partido Progressista (PP) - Partido Democrático Trabalhista (PDT) - Partido Trabalhista Brasileiro (PTB) - Partido do Movimento Democrático Brasileiro (PMDB) - Partido Liberal (PL) - Partido da Frente Liberal (PFL) - Partido dos Aposentados da Nação (PAN) - Partido Renovador Trabalhista Brasileiro (PRTB) - Partido Humanista da Solidariedade (PHS) - Partido Trabalhista Cristão (PTC) - Partido Socialista Brasileiro (PSB) - Partido Republicano Progressista (PRP) - Partido da Social Democracia Brasileira (PSDB) - Partido Trabalhista do Brasil (PTdoB) |
|  | 27 |                         | Dra. Ivone (PSDC) Ivone Alves Araújo      |                              | Calixto (PTN) José Calixto Gomes             | Barueri com Saúde - Partido Social Democrata Cristão (PSDC) - Partido Trabalhista Nacional (PTN) |
|  | 43 |                         | Nilton Melão (PV) Nilton Humberto Melão   |                              | Dulce Dude (PCdoB) Dulce Rumie Nakao         | Oposição Desperta Barueri - Partido Verde (PV) - Partido Comunista do Brasil (PCdoB) - Partido Social Cristão (PSC) |

## Resultados

### Prefeito
| 1º Turno 3 de outubro de 2004 | 1º Turno 3 de outubro de 2004 | 1º Turno 3 de outubro de 2004 | 1º Turno 3 de outubro de 2004 |
| Candidato(a)                  | Vice                          | Votação                       | Votação                       |
| Candidato(a)                  | Vice                          | Total                         | Porcentagem                   |
| ----------------------------- | ----------------------------- | ----------------------------- | ----------------------------- |
| Rubens Furlan (PPS)           | Dr. Jaques (PPS)              | 107.887                       | 78,67%                        |
| Nilton Melão (PV)             | Dulce Dude (PCdoB)            | 15.362                        | 11,20%                        |
| Baltasar Rosa (PT)            | Ronaldo Araújo (PT)           | 11.533                        | 8,41%                         |
| Dra. Ivone (PSDC)             | Calixto (PTN)                 | 2.363                         | 1,72%                         |
| Total de votos válidos        | Total de votos válidos        | 137.145                       | 100,00%                       |
| Votos apurados                |                               |                               |                               |
| Votos válidos                 | Votos válidos                 | 137.145                       | 91,64%                        |
| Votos em branco               | Votos em branco               | 3.982                         | 2,66%                         |
| Votos nulos                   | Votos nulos                   | 8.523                         | 5,70%                         |
| Total de votos apurados       | Total de votos apurados       | 149.650                       | 100,00%                       |
| Eleitores                     |                               |                               |                               |
| Comparecimento                | Comparecimento                | 149.650                       | 86,06%                        |
| Abstenções                    | Abstenções                    | 24.247                        | 13,94%                        |
| Total de eleitores            | Total de eleitores            | 173.897                       | 100,00%                       |

#### Vereadores
| Resultado da eleição para a Câmara Municipal de Barueri em 2004 por candidato |                        |                        |         |             |
| Candidato                                                                     | Número                 | Partido                | Votos   | Porcentagem |
|                                                                               |                        |                        |         |             |
| Toninho Furlan                                                                | 23.333                 | PPS                    | 4.726   | 3,35%       |
| Luciano Menezes                                                               | 15.698                 | PMDB                   | 4.150   | 2,94%       |
| Antonio Gomes                                                                 | 14.620                 | PMDB                   | 3.447   | 2,44%       |
| Pastor Toni                                                                   | 40.650                 | PSB                    | 3.447   | 2,30%       |
| Sergio Baganha                                                                | 23.620                 | PPS                    | 3.207   | 2,27%       |
| Jorge Fujihara                                                                | 44.000                 | PRP                    | 3.191   | 2,26%       |
| Gatti                                                                         | 40.670                 | PSB                    | 3.091   | 2,19%       |
| Chico Vilela                                                                  | 14.140                 | PTB                    | 3.005   | 2,13%       |
| Jose de Melo                                                                  | 25.689                 | PFL                    | 2.969   | 2,10%       |
| Zé Baiano                                                                     | 23.456                 | PPS                    | 2.460   | 1,74%       |
| Jô                                                                            | 14.699                 | PTB                    | 2.449   | 1,73%       |
| Gaba                                                                          | 25.789                 | PFL                    | 2.422   | 1,72%       |
| Bidu                                                                          | 22.222                 | PL                     | 2.297   | 1,63%       |
|                                                                               |                        |                        |         |             |
| Total de votos válidos                                                        | Total de votos válidos | Total de votos válidos | 141.203 | 94,36%      |
| Votos em branco                                                               | Votos em branco        | Votos em branco        | 4.838   | 3,23%       |
| Votos nulos                                                                   | Votos nulos            | Votos nulos            | 3.609   | 2,41%       |
| Total                                                                         | Total                  | Total                  | 149.650 | 85,99%      |
| Abstenções                                                                    | Abstenções             | Abstenções             | 24.375  | 14,01%      |
| Votos Apurados                                                                | Votos Apurados         | Votos Apurados         | 149.650 | 100%        |
| Total de eleitores                                                            | Total de eleitores     | Total de eleitores     | 174.025 | 100%        |